# Fairview (Kansas)
Fairview é uma cidade localizada no estado americano de Kansas, no Condado de Brown.

## Demografia
Segundo o censo americano de 2000, a sua população era de 271 habitantes.
Em 2006, foi estimada uma população de 258, um decréscimo de 13 (-4.8%).

## Geografia
De acordo com o United States Census Bureau tem uma área de
0,8 km², dos quais 0,8 km² cobertos por terra e 0,0 km² cobertos por água. Fairview localiza-se a aproximadamente 366 m acima do nível do mar.

## Localidades na vizinhança
O diagrama seguinte representa as localidades num raio de 20 km ao redor de Fairview.